# Jules Koundé
Jules Olivier Koundé (Parijs, 12 november 1998) is een Frans-Benins voetballer die doorgaans speelt als rechtsback. In juli 2022 verruilde hij Sevilla voor FC Barcelona. Koundé maakte in 2021 zijn debuut in het Frans voetbalelftal.

## Clubcarrière

### Girondins Bordeaux
Koundé speelde in de jeugdopleiding van Girondins Bordeaux. Deze doorliep hij en hij brak ook door bij die club. Op 13 januari 2018 maakte de verdediger zijn debuut in het eerste elftal. Op die dag werd met 0–1 gewonnen van Troyes. Gaëtan Laborde zorgde voor de enige treffer van de wedstrijd. Koundé mocht van coach Jocelyn Gourvennec in de basis beginnen en hij speelde het gehele duel mee. Zijn eerste professionele doelpunt maakte de Fransman in zijn zesde wedstrijd in het eerste elftal, op 10 februari 2018. Thuis tegen Amiens begon hij in de basis en na eenendertig minuten opende hij de score. Via Lukas Lerager en François Kamano kwam Girondins op 3–0, waarna tegenstanders Stiven Mendoza en Gaël Kakuta de eindstand beslisten op 3–2. In januari 2019 verlengde de verdediger zijn verbintenis tot medio 2023.

### Sevilla
Een half jaar later tekende hij niettemin tot medio 2024 bij Sevilla. Dat betaalde circa vijfentwintig miljoen euro voor hem aan Bordeaux. In zijn eerste seizoen won hij met Sevilla de zesde Europa League uit de clubgeschiedenis. Koundé verkreeg een plekje in de Europa League Team of the Season. Het seizoen erop werd Koundé tweede in een Champions League-poule achter Chelsea. Tegen Stade Rennais maakte Koundé zijn eerste Champions League-goal. In de achtste finales werd Sevilla uitgeschakeld door Borussia Dortmund. 

### FC Barcelona
Op 28 juli 2022 maakten FC Barcelona en Sevilla bekend dat er een principeakkoord is bereikt voor de transfer van Koundé naar de club uit Catalonië, in afwachting van de formalisering van de contracten en medische keuring. Een dag later tekende Koundé een vijfjarige verbintenis bij zijn nieuwe club. Met de overgang was een bedrag van circa vijftig miljoen euro gemoeid. Op 28 augustus 2022 maakte hij zijn debuut in een wedstrijd in de Primera División tegen Real Valladolid, die met 4–0 werd gewonnen.

## Clubstatistieken
| Seizoen | Club               | Competitie       | Competitie | Competitie | Beker | Beker | Internationaal | Internationaal | Totaal | Totaal |
| Seizoen | Club               | Competitie       | Wed.       | Dlp.       | Wed.  | Dlp.  | Wed.           | Dlp.           | Wed.   | Dlp.   |
| ------- | ------------------ | ---------------- | ---------- | ---------- | ----- | ----- | -------------- | -------------- | ------ | ------ |
| 2017/18 | Girondins Bordeaux | Ligue 1          | 18         | 2          | 1     | 0     | —              | —              | 19     | 2      |
| 2018/19 | Girondins Bordeaux | Ligue 1          | 37         | 0          | 4     | 0     | 10             | 2              | 51     | 2      |
| 2019/20 | Sevilla            | Primera División | 29         | 1          | 2     | 1     | 9              | 0              | 40     | 2      |
| 2020/21 | Sevilla            | Primera División | 34         | 2          | 7     | 1     | 8              | 1              | 49     | 5      |
| 2021/22 | Sevilla            | Primera División | 32         | 2          | 3     | 1     | 9              | 0              | 44     | 3      |
| 2022/23 | FC Barcelona       | Primera División | 29         | 1          | 6     | 0     | 5              | 0              | 40     | 1      |
| 2023/24 | FC Barcelona       | Primera División | 35         | 1          | 5     | 1     | 8              | 0              | 48     | 2      |
| 2024/25 | FC Barcelona       | Primera División | 31         | 2          | 7     | 1     | 11             | 0              | 49     | 3      |
| Totaal  | Totaal             | Totaal           | 245        | 11         | 35    | 5     | 60             | 3              | 340    | 19     |

Bijgewerkt op 12 april 2025.

## Interlandcarrière
Koundé werd in mei 2021 door bondscoach Didier Deschamps opgenomen in de selectie van het Frans voetbalelftal voor het uitgestelde EK 2020. Op dat moment had hij nog geen interlands gespeeld in de nationale ploeg. Koundé maakte zijn interlanddebuut op 2 juni 2021, tijdens een vriendschappelijke wedstrijd tegen Wales. Door doelpunten van Kylian Mbappé, Antoine Griezmann en Ousmane Dembélé wonnen de Fransen met 3–0. Koundé moest van Deschamps als wisselspeler aan de wedstrijd beginnen en hij maakte in de rust zijn entree, toen hij Benjamin Pavard mocht aflossen. Op het toernooi werd Frankrijk in de achtste finales uitgeschakeld door Zwitserland (3–3, 5–4 na strafschoppen), na in de groepsfase te hebben gewonnen van Duitsland (1–0) en te hebben gelijkgespeeld tegen Hongarije (1–1) en Portugal (2–2). Koundé speelde mee tegen Portugal. Zijn toenmalige teamgenoten Luuk de Jong (Nederland) en Tomáš Vaclík (Tsjechië) waren ook actief op het EK.
In november 2022 werd Koundé door Deschamps opgenomen in de selectie van Frankrijk voor het WK 2022. Op het WK werd Frankrijk tweede nadat de finale verloren werd van Argentinië. Daarvoor werd de groep met Australië, Denemarken en Tunesië overleefd en werden Polen, Engeland en Marokko uitgeschakeld in de knock-outfase. Koundé speelde in zes wedstrijden mee. Zijn toenmalige clubgenoten Memphis Depay, Frenkie de Jong (beiden Nederland), Robert Lewandowski (Polen), Andreas Christensen (Denemarken), Ousmane Dembélé (eveneens Frankrijk), Marc-André ter Stegen (Duitsland), Eric García, Sergio Busquets, Gavi, Ferran Torres, Alejandro Baldé, Jordi Alba, Ansu Fati, Pedri (allen Spanje), Raphinha (Brazilië) en Ronald Araújo (Uruguay) waren ook actief op het toernooi.
Koundé werd in mei 2024 door Deschamps opgenomen in de Franse selectie voor het EK 2024 in Duitsland. Op het toernooi overleefde Frankrijk de groepsfase door een overwinning op Oostenrijk (0–1) en gelijke spelen tegen Nederland (0–0) en Polen (1–1). Hierna werden achtereenvolgens België (1–0) en Portugal (0–0, winst na strafschoppen) verslagen, voor Spanje in de halve finale met 2–1 te sterk was. Koundé kwam in alle wedstrijden in actie. Zijn toenmalige clubgenoten İlkay Gündoğan, Marc-André ter Stegen (beiden Duitsland), Ferran Torres, Lamine Yamal, Pedri, Fermín López (allen Spanje), Andreas Christensen (Denemarken), Robert Lewandowski (Polen), João Félix en João Cancelo (beiden Portugal) waren ook actief op het EK.
| Interlands van Jules Koundé voor Frankrijk | Interlands van Jules Koundé voor Frankrijk | Interlands van Jules Koundé voor Frankrijk | Interlands van Jules Koundé voor Frankrijk | Interlands van Jules Koundé voor Frankrijk | Interlands van Jules Koundé voor Frankrijk | Interlands van Jules Koundé voor Frankrijk |
| №                                          | Datum                                      | Wedstrijd                                  | Uitslag                                    | Competitie                                 | Goals                                      |                                            |
| Als speler bij Sevilla                     | Als speler bij Sevilla                     | Als speler bij Sevilla                     | Als speler bij Sevilla                     | Als speler bij Sevilla                     | Als speler bij Sevilla                     | Als speler bij Sevilla                     |
| ------------------------------------------ | ------------------------------------------ | ------------------------------------------ | ------------------------------------------ | ------------------------------------------ | ------------------------------------------ | ------------------------------------------ |
| 1                                          | 2 juni 2021                                | Frankrijk – Wales                          | 3 – 0                                      | Vriendschappelijk                          |                                            |                                            |
| 2                                          | 23 juni 2021                               | Portugal – Frankrijk                       | 2 – 2                                      | EK 2020                                    |                                            |                                            |
| 3                                          | 1 september 2021                           | Frankrijk – Bosnië en Herzegovina          | 1 – 1                                      | WK 2022 kwalificatie                       |                                            |                                            |
| 4                                          | 7 oktober 2021                             | België – Frankrijk                         | 2 – 3                                      | Nations League 2020/21                     |                                            |                                            |
| 5                                          | 10 oktober 2021                            | Spanje – Frankrijk                         | 1 – 2                                      | Nations League 2020/21                     |                                            |                                            |
| 6                                          | 13 november 2021                           | Frankrijk – Kazachstan                     | 8 – 0                                      | WK 2022 kwalificatie                       |                                            |                                            |
| 7                                          | 16 november 2021                           | Finland – Frankrijk                        | 0 – 2                                      | WK 2022 kwalificatie                       |                                            |                                            |
| 8                                          | 25 maart 2022                              | Frankrijk – Ivoorkust                      | 2 – 1                                      | Vriendschappelijk                          |                                            |                                            |
| 9                                          | 29 maart 2022                              | Frankrijk – Zuid-Afrika                    | 5 – 0                                      | Vriendschappelijk                          |                                            |                                            |
| 10                                         | 3 juni 2022                                | Frankrijk – Denemarken                     | 1 – 2                                      | Nations League 2022/23                     |                                            |                                            |
| 11                                         | 13 juni 2022                               | Frankrijk – Kroatië                        | 0 – 1                                      | Nations League 2022/23                     |                                            |                                            |
| Als speler bij FC Barcelona                |                                            |                                            |                                            |                                            |                                            |                                            |
| 12                                         | 22 september 2022                          | Frankrijk – Oostenrijk                     | 2 – 0                                      | Nations League 2022/23                     |                                            |                                            |
| 13                                         | 22 november 2022                           | Frankrijk – Australië                      | 4 – 1                                      | WK 2022                                    |                                            |                                            |
| 14                                         | 26 november 2022                           | Frankrijk – Denemarken                     | 2 – 1                                      | WK 2022                                    |                                            |                                            |
| 15                                         | 4 december 2022                            | Frankrijk – Polen                          | 3 – 1                                      | WK 2022                                    |                                            |                                            |
| 16                                         | 10 december 2022                           | Engeland – Frankrijk                       | 1 – 2                                      | WK 2022                                    |                                            |                                            |
| 17                                         | 14 december 2022                           | Frankrijk – Marokko                        | 2 – 0                                      | WK 2022                                    |                                            |                                            |
| 18                                         | 18 december 2022                           | Argentinië – Frankrijk                     | 3 – 3 (4 – 2 n.s.)                         | WK 2022                                    |                                            |                                            |
| 19                                         | 24 maart 2023                              | Frankrijk – Nederland                      | 4 – 0                                      | EK 2024 kwalificatie                       |                                            |                                            |
| 20                                         | 27 maart 2023                              | Ierland – Frankrijk                        | 0 – 1                                      | EK 2024 kwalificatie                       |                                            |                                            |
| 21                                         | 19 juni 2023                               | Frankrijk – Griekenland                    | 1 – 0                                      | EK 2024 kwalificatie                       |                                            |                                            |
| 22                                         | 7 september 2023                           | Frankrijk – Ierland                        | 2 – 0                                      | EK 2024 kwalificatie                       |                                            |                                            |
| 23                                         | 12 september 2023                          | Duitsland – Frankrijk                      | 2 – 1                                      | Vriendschappelijk                          |                                            |                                            |
| 24                                         | 21 november 2023                           | Griekenland – Frankrijk                    | 2 – 2                                      | EK 2024 kwalificatie                       |                                            |                                            |
| 25                                         | 23 maart 2024                              | Frankrijk – Duitsland                      | 0 – 2                                      | Vriendschappelijk                          |                                            |                                            |
| 26                                         | 26 maart 2024                              | Frankrijk – Chili                          | 3 – 2                                      | Vriendschappelijk                          | 25'                                        |                                            |
| 27                                         | 5 juni 2024                                | Frankrijk – Luxemburg                      | 3 – 0                                      | Vriendschappelijk                          |                                            |                                            |
| 28                                         | 9 juni 2024                                | Frankrijk – Canada                         | 0 – 0                                      | Vriendschappelijk                          |                                            |                                            |
| 29                                         | 17 juni 2024                               | Oostenrijk – Frankrijk                     | 0 – 1                                      | EK 2024                                    |                                            |                                            |
| 30                                         | 21 juni 2024                               | Nederland – Frankrijk                      | 0 – 0                                      | EK 2024                                    |                                            |                                            |
| 31                                         | 25 juni 2024                               | Frankrijk – Polen                          | 1 – 1                                      | EK 2024                                    |                                            |                                            |
| 32                                         | 1 juli 2024                                | Frankrijk – België                         | 1 – 0                                      | EK 2024                                    |                                            |                                            |
| 33                                         | 5 juli 2024                                | Portugal – Frankrijk                       | 0 – 0 (3 – 5 n.s.)                         | EK 2024                                    |                                            |                                            |
| 34                                         | 9 juli 2024                                | Spanje – Frankrijk                         | 2 – 1                                      | EK 2024                                    |                                            |                                            |
| 35                                         | 6 september 2024                           | Frankrijk – Italië                         | 1 – 3                                      | Nations League 2024/25                     |                                            |                                            |
| 36                                         | 9 september 2024                           | Frankrijk – België                         | 2 – 0                                      | Nations League 2024/25                     |                                            |                                            |
| 37                                         | 10 oktober 2024                            | Israël – Frankrijk                         | 1 – 4                                      | Nations League 2024/25                     |                                            |                                            |
| 38                                         | 14 oktober 2024                            | België – Frankrijk                         | 1 – 2                                      | Nations League 2024/25                     |                                            |                                            |
| 39                                         | 14 november 2024                           | Frankrijk – Israël                         | 0 – 0                                      | Nations League 2024/25                     |                                            |                                            |
| 40                                         | 17 november 2024                           | Italië – Frankrijk                         | 1 – 3                                      | Nations League 2024/25                     |                                            |                                            |
| 41                                         | 20 maart 2025                              | Kroatië – Frankrijk                        | 2 – 0                                      | Nations League 2024/25                     |                                            |                                            |
| 42                                         | 23 maart 2025                              | Frankrijk – Kroatië                        | 2 – 0 (5 – 4 n.s.)                         | Nations League 2024/25                     |                                            |                                            |

Bijgewerkt op 12 april 2025.

## Erelijst
| Competitie          |         |                  |
| Competitie          | Aantal  | Jaren            |
| Sevilla             | Sevilla | Sevilla          |
| ------------------- | ------- | ---------------- |
| UEFA Europa League  | 1       | 2019/20          |
| FC Barcelona        |         |                  |
| Primera División    | 2       | 2022/23, 2024/25 |
| Copa del Rey        | 1       | 2024/25          |
| Supercopa de España | 1       | 2022/23          |